# Simbabwische Cricket-Nationalmannschaft in Sri Lanka in der Saison 2021/22
Die Tour der simbabwischen Cricket-Nationalmannschaft nach Sri Lanka in der Saison 2021/22 fand vom 16. bis zum 21. Januar 2022 statt. Die internationale Cricket-Tour war Bestandteil der Internationalen Cricket-Saison 2021/22 und umfasste drei One-Day Internationals. Die ODIs waren Bestandteil der ICC Cricket World Cup Super League 2020–2023. Sri Lanka gewann die Serie 2–1.

## Vorgeschichte
Sri Lanka spielte zuvor eine Tour gegen die West Indies, für Simbabwe war es die erste Tour der Saison. Das letzte Aufeinandertreffen der beiden Mannschaften bei einer Tour fand in der Saison 2019/20 in Simbabwe statt.

## Stadien
Das folgende Stadion wurde für die Tour als Austragungsort vorgesehen.
| Stadion                                            | Stadt | Kapazität | Spiele      |
| -------------------------------------------------- | ----- | --------- | ----------- |
| Muttiah Muralitharan International Cricket Stadium | Kandy | 35.000    | 1. – 3. ODI |

## Kaderlisten
Simbabwe benannte seinen Kader am 7. Januar 2021.
Sri Lanka benannte seine Test-Kader am 8. Dezember.
| ODI | ODI |
| Sri Lanka | Simbabwe |
| --- | --- |
| - Dasun Shanaka (K) - Charith Asalanka - Ashen Bandara - Minod Bhanuka - Dushmantha Chameera - Dinesh Chandimal - Niroshan Dickwella - Shiran Fernando - Chamika Gunasekara - Praveen Jayawickrama - Chamika Karunaratne - Kamindu Mendis - Kusal Mendis - Ramesh Mendis - Pathum Nissanka - Nuwan Pradeep - Maheesh Theekshana - Nuwan Thushara - Jeffrey Vandersay | - Craig Ervine (K) - Ryan Burl - Regis Chakabva - Tendai Chatara - Luke Jongwe - Takudzwanashe Kaitano - Clive Madande - Wesley Madhevere - Wellington Masakadza - Tinotenda Mutombodzi - Blessing Muzarabani - Richard Ngarava - Sikandar Raza - Milton Shumba - Sean Williams |

## One-Day Internationals

### Erstes ODI in Kandy
| 16. Januar Scorecard | Kandy | Simbabwe 269-9 (50)             | – | Sri Lanka 300-5 (48.3) |
|                      |       | Sri Lanka gewinnt mit 5 Wickets |   |                        |

Simbabwe gewann den Münzwurf und entschied sich als Schlagmannschaft zu beginnen. Eröffnungs-Batter Takudzwanashe Kaitano und Regis Chakabva erzielten zusammen eine Partnerschaft über 80 Runs, bevor Kaitano sein Wicket nach 42 Runs verlor. Der nächste Spieler, der sich an der Seite von Chakabva etablieren konnte, war Sean Williams. Chakabva schied nach einem Half-Century über 72 Runs aus, gefolgt von Wessley Madhevere mit 20 Runs und Sikandar Raza mit 18 Runs. Williams verlor sein Wicket nach einem Century über 100 Runs aus 87 Bällen, während die weiteren Schlagmänner keinen großen Anteil leisten konnten. Bester Bowler für Sri Lanka war Chamika Karunaratne mit 3 Wickets für 69 Runs. Sri Lanka begann mit Pathum Nissanka und Kusal Mendis. Mendis schied nach 26 Runs aus, gefolgt von Kamindu Mendis der 17 Runs erzielte. Danach etablierte sich Dinesh Chandimal an der Seite von Nissanka, der nach 75 Runs sein Wicket verlor und durch Charith Asalanka ersetzt wurde. Chandimal schied nach 75 Runs aus und Asalanka nach 71 Runs, die verbliebenen Batter konnten jedoch kurze Zeit später 9 Bälle vor Schluss die Vorgabe einholen. Bester Bowler für Simbabwe war Richard Ngarava mit 3 Wickets für 56 Runs. Als Spieler des Spiels wurde Dinesh Chandimal ausgezeichnet.

### Zweites ODI in Kandy
| 18. Januar Scorecard | Kandy | Simbabwe 302-8 (50)          | – | Sri Lanka 280-9 (50) |
|                      |       | Simbabwe gewinnt mit 22 Runs |   |                      |

Simbabwe gewann den Münzwurf und entschied sich als Schlagmannschaft zu beginnen. Als Eröffnungs-Batter konnte Takudzwanashe Kaitano 26 Runs erzielen und Regis Chakabva 47 Runs, bevor beide ihr Wicket verloren. Hinein kam Kapitän Craig Ervine der zusammen mit Sean Williams eine Partnerschaft über 106 Runs erreichte. Williams schied nach 48 Runs aus und Sikandar Raza war der nächste Spieler der sich etablieren konnte. Ervine verlor sein Wicket nach 91 Runs und wurde durch Ryan Burl ersetzt, der nach 19 Runs ausschied. Raza konnte bis zu seinem Ausscheiden mit dem vorletzten Ball des Innings ein Half-Century über 56 Runs erzielen. Bester Bowler für Sri Lanka war Jeffrey Vandersay mit 3 Wickets für 51 Runs. Von den Eröffnungs-Battern für Sri Lanka konnte Pathum Nissanka 16 Runs bis zu seinem Ausscheiden erzielen. Als erstes etablieren konnte sich Kamindu Mendis, an dessen Seite Charith Asalanka 23 Runs erreichte. Gefolgt wurde er von Kapitän Dasun Shanaka der mit Mendis eine Partnerschaft über 118 Runs erreichte, bevor Mendis sein Wicket nach einem Fifty über 57 Runs verlor. Ihm folgte Chamika Karunaratne. Shanaka verlor sein Wicket nach einem Century über 102 Runs aus 94 Bällen, während Karunaratne 34 Runs erzielte. Die verbliebenen Schlagmänner waren jedoch nicht in der Lage die Vorgabe einzuholen. Beste Bowler für Simbabwe mit jeweils 3 Wickets waren Tendai Chatara für 52 Runs und Blessing Muzarabani für 56 Runs. Als Spieler des Spiels wurde Craig Ervine ausgezeichnet.

### Drittes ODI in Kandy
| 21. Januar Scorecard | Kandy | Sri Lanka 254-9 (50)           | – | Simbabwe 70 (24.4) |
|                      |       | Sri Lanka gewinnt mit 184 Runs |   |                    |

Sri Lanka gewann den Münzwurf und entschied sich als Schlagmannschaft zu beginnen. Für Sri Lanka eröffneten Pathum Nissanka und Kusal Mendis mit einer Partnerschaft über 80 Runs, bevor Mendis nach 36 Runs sein Wicket verlor. Nissanka schied nach einem Half-Century über 55 Runs aus und Charith Asalanka war der nächste Spieler der sich etablieren konnte. Asalanka verlor sein Wicket nach einem Fifty über 52 Runs und wurde gefolgt durch Chamika Karunaratne mit 30 Runs und Ramesh Mendis mit 26 Runs. Die verbliebenen Batter konnten die Vorgabe aus 255 Runs erhöhen. Bester Bowler für Simbabwe war Richard Ngarava mit 2 Wickets für 46 Runs. Für Simbabwe eröffnete Takudzwanashe Kaitano mit 19 Runs, jedoch konnte sich keiner seiner Partner etablieren. Von den verbliebenen Schlagmännern konnte nur Ryan Burl mit 15 Runs noch mehr als zehn Runs erzielen und so unterlag man deutlich mit 184 Runs. Bester Bowler für Sri Lanka war Jeffrey Vandersay. Als Spieler des Spiels wurde Charith Asalanka ausgezeichnet.

## Auszeichnungen

### Player of the Series
Als Player of the Series wurden der folgende Spieler ausgezeichnet.
| Serie | Player of the Series |
| ----- | -------------------- |
| ODI   | Pathum Nissanka      |

### Player of the Match
Als Player of the Match wurden die folgenden Spieler ausgezeichnet.
| Spiel  | Player of the Match |
| ------ | ------------------- |
| 1. ODI | Dinesh Chandimal    |
| 2. ODI | Craig Ervine        |
| 3. ODI | Charith Asalanka    |